# Бушеньи
Бушеньи (англ. Busheni) — город в Западной Уганде. Является столицей округа Бушеньи и место расположения администрации округа.

## Расположение
Бушеньи расположен примерно в 54 километрах от Мбарара и Ишаша, если двигаться по дороге, которая ведёт на запад от Мбарара. Это примерно в 7,5 километрах к востоку от Исхака.
Столица страны, город Кампала, находится примерно в 321 километре от Бушеньи, если двигаться по дороге на северо-восток.

## Здания в городе
В городе и его окрестностях можно найти множество зданий: Административный центр округа Бушеньи. Здание городского совета Бушеньи Ишаша, Центральный рынок Бушеньи — крупнейший поставщик свежих продуктов в городе. Также здесь находится больница Ишака, которая управляется адвентистской церковью и имеет 120 мест. В городе есть отделение Национального фонда социального обеспечения. В городе работают филиалы нескольких коммерческих банков Уганды, таких как Centenary Bank, Finance Trust Bank, DFCU Bank и Stanbic Bank Uganda. Здесь расположен западный кампус Международного университета Кампалы, в том числе его учебная больница на 500 мест.
Среди других известных учебных заведений — старшая средняя школа для девочек Бвераньянги, средняя и старшая школа для девочек с проживанием и Угандийский технический колледж в Бушеньи.
В городе Ишака, в муниципалитете Бушени-Ишака, сходятся четыре национальные дороги: Мбарара-Ишака, Кикоронго-Ишака, Ишака-Кагамба и Кашени-Митума.

## Население
Согласно данным Национальной переписи населения, проведённой в 2002 году, в столичном округе Бушеньи Ишака проживало 37 664 человека. В 2014 году, согласно результатам новой переписи, население округа увеличилось до 41 217 человек. В 2020 году, по оценкам статистического агентства, население города составило 43 700 человек.
За период с 2014 по 2020 год, по данным UBOS, население города росло в среднем на 1,01 % в год.
| Год  | Нас.   | ±%     |
| ---- | ------ | ------ |
| 2002 | 37.664 | —      |
| 2014 | 41.217 | +9.4 % |
| 2020 | 43.700 | +6.0 % |